# Едуард Михел
Едуард Михел (Рихнов на Књежној, 24. јун 1864 — Смедеревска Паланка, 24. март 1915) био је српски лекар чешког порекла,  патолог, референт за јавну хигијену у Санитетском одељењу при Министарству унутрашњих дела, редовни члан Главног санитетског савета Краљевине Србије, један од иницијатора за оснивање Медицинског факултета у Београду, члан Комисије за полагање испита за физикусе, члан Српског лекарског друштва и, као војни лекар, учесник Балканских ратова и Првог светског рата.

## Живот и каријера
Рођен је  у Рихнову на Књежној у Чешкој, у коме се према   
неким документима школовао и у коме је завршио гимназију. Док у другима документима стоји да је гимназију учио у Рихнову на Књежној и Београду.
Медицину је уписао 1882. године у Прагу, а наставио у Бечу, где је дипломирао 1889. године. Како је поред матерњег чешкогјезика, Едуард Михел одлично говорио српски, немачки, француски и енглески језик, познавање језика омогућило му је да стекне солидно образовање.
По завршетку медицине дошао је у Београд, у коме је у складу са тадашњим Законом о уређењу санитетске струке и чувању народног здравља из 1881. године, примио српско држављанство и потом је постављен за лекарског помоћника на Хируршком одељењу Варошке болнице на Палилули,) којим је руководио др Војислав Суботић. Тада је и започела сарадња и међусобно поштовање ове двојице истакнутих српских лекара.
Након годину дана (1882) проведених на хирургији, на којој је за свој рад оцењен одличних оценама од стране др Војислава Суботића, премештен је на Одељење за унутрашње болести, којим је руководио др Светислав Атанасијевић. На овом одељењу такође провео годину дана и за свој рад добио одличне оцене. Након две године рада у Варошкој болници на Палилули Санитетске власти су га поставиле за општинског лекара у Београду.
Како се у српској медицини скраја 19. века осећала нарочита потреба за едукацијом лекара патолога, бактериолога и судских лекара, Српско лекарско друштво, 18. новембра 1889. године, предложио је министру унутрашњих дела да се пошаље један од лекара да се стручно усаврши за патолошку анатомију, патолошку хистологију и судску медицину.). На 12. редовном састанку 2. децембра 1889. године (Srpski arhiv za celokupno lekarstvo. 1895, св. 12:111) на основу овог предлога санитетке власти понудиле др Едуарду Михелу „да се усаврши у патолошкој анатомији, судскомедицинској струци и бактериологији”, што је он одмах прихватио, и отпутовао у Беч код професора Weichsenbaum–a и Hofmann–a, где је провео највећи део специјализације. Године 1896. из Беча је прешао у Фрајбург, а затим у Париз, на даљу специјализацију
По повратку са специјализације, указом краља Александра Обреновића, постављен је за главног стручног просектора Војне и Варошке болнице, тако да се у целом свом даљем професионалном животу др Михел бавио патологијом и судском медицином, али и бактериологијом. 
Године 1897. др Михел је указом именован за личног лекара краља Александра Обреновића. Ту дужност обављао је до 1900. године, када је дао оставку „из медицинских разлога”, јер се није сложио са женидбом краља Александра с Драгом Машин. После убиства краља Александра и краљице Драге др Михел је извршио обдукцију оба тела, а по неким подацима само тело краљице Драге.
Др Михел је важио за једног од најобразованијих и најкултурнијих људи Београда, па је био радо виђен гост на пријемима и састанцима на којима су се водили разговори о политици и стварала престоничка култура. Оженио се Олгом Кумануди–Станишић, купио кућу у центру Београда (данашња зграда ресторана „Грчка краљица” у Кнез Михаиловој улици), у којој су се наредних година одржавали бројни састанци, разговори и пријеми. Са Олгом је имао кћер Веру, коју су звали Титика.
Преминуо је 24. марта 1915. године у Резервној болници у Смедеревској Паланци, на почетку Првог светског рата, у 51. години живота, лечећи српске војнике од пегавог тифуса, од кога се и сам разболео.

### Едуард Михел на дужности референт за јавну хигијену и члан Главног санитетског савета
Указом краља Александра Обреновића, др Михел је постављен за „референта за јавну хигијену у Санитетском одељењу при Министарству унутрашњих дела”, у чијој надчежности су били санитетски послови до завршетка Првог светског рата.
За редовног Члана Главног санитетског савета Краљевине Србије, Едуард Михел је постављен 1908. године, а реизабран 1912. године. На том месту остао све до смрти 1915.

### Едуард Михел на дужности патолога
Михел је 1898. године први почео да формира судско-медицинску збирку препарата о чему закључујемо на основу мале групе препарата из времена пре Првог светског рата који се данас чувају у Музеју Института за судску медицину Медицинског факултета. Међу њима је препарат из 1898. године, који носи број 1 и чија је етикета исписана Михеловим рукописом, М бр. 1 - Л бр. 4 - Vulnus sclopetarium per os 4/1898 6/I.) (види слику)
| „ | Његово главно занимање биле су патологија и судска медицина, у којима је стекао огромно искуство. Тачан податак о броју извршених обдукција није познат, али по нашем мишљењу тај број би морао бити између 4.000 и 5000. Наиме, у свом реферату на Првом састанку српских хирурга 22. и 23. децембра 1907. године др Михел наводи да је до тада урадио 2400 обдукција. Реално је претпоставити да је током наредних 7 година морао урадити још толики број обдукција, пошто је постојала стална тенденција повећања броја свих медицинских процедура, па и обдукција. | ” |

Као велики заљубљеник у патологију и судску медицину Михел је у Просектури Опште државне болнице 1898. године почео да формира судско-медицинску збирку препарата да би након пресељења Просектуре у нову зграду у болничком кругу на Западном Врачару основао Музеј Просектуре.
Године 1911. постао је члан Комисије за полагање испита за физикуса, а на предлог Министра унутрашњих дела Влада Краљевине Србије 1898. године именован је за члана комисије чији је задатак био да изради „Предлог за отварање инфективне болнице” у Београду.

### Едуард Михел на дужности војног лекара
Након што је примањен у српско држављанства Едуард Михел је постао и војни обвезник Србије у чину санитетског поручника у резерви. Када је 2. августа 1896. године постављен за стручног просектора Главне војне болнице у Београду унапређен је у чин санитетског капетана II класе, а после Првог балканског рата у чин санитетског мајора. У сва три балканска рата био је активиран.
Као члан комисије, заједно са др Лазаром Генчићем и професором бактериологије др von Drigalskim из Беча, а на основу резултата испитивања извршених у Скопљу, препоручио је вакцинацију против колере, и учествовао у израдила „упутство за вакцинацију у српској војсци”.
Кад је почео Први светски рат др Михел је у чину санитетског мајора био постављен за управника и лекара Резервне војне болнице у Смедеревској Паланци. У Српској војсци је владао пегави тифус, од кога су оболели многи српски лекари. Лечећи болеснике др Михел се и сам разболео од пегавог тифуса и умро. 

### Едуард Михел и Медицински факултет у Београду
У првим деценијама 20. века Едуард Михел се активно укључио у припреме за оснивање Медицинског факултета у Београду. Прво је са др Миланом Јовановићем – Батутом и др Миланом Радовановићем био члан поткомисије која је требало да процени колико средстава треба прикупити да би настава на новоформираном факултету могла да почне, како и колико треба динара да би се могле сазидати зграде за клинике и институте. Лао како средства за нјихов рад нису уплаћивана Едуард Михел са осталим члановима комисије престао је са радом исте године.
У марту 1914. године у комисији са др Војиславом Суботићем, др Миланом Јовановићем – Батутом и др Ђорђем Николићем, др Михел је обишао 17 медицинских факултета у више европских земаља (Падова, Парма — Италија, Гренобл и Дижон — Француска, Лозана и Базел — Швајцарска, Тибинген и Јена — Немачка, Праг — Чешка, Букурешт и Јаши — Румунија и др.), са задатком да проучи „организационе припреме за отварање београдског факултета”. На основу поднетог реферата ове комисије министар унутрашњих дела, Стојан Протић, крајем маја 1914. године донео је решење о оснивању Медицинског факултета у Београду.
Др Војислав Ј. Суботић је предвидео др Едуарда Михела за оснивача Катедре и првог наставника патолошке анатомије и судске медицине на будућем Медицинском факултету у Београду, али до реализације ове идеје није дошло због Михелове смрти 1915. године.

## Признања
- 1904. — Орден светог Саве IV степена,
- 1907. — Орден светог Саве III степена.
- 1911. — Орден француске легије части
- 1913. — Орден белог орла IV степена 1913
- 1913. — Крст милосрђа 1913. године.

Др Михел је био и носилац ордена лављег срца, који му је доделио Ирански шах док се налазио на дужности личног лекара краља Александра Обреновића.